# Beckhoff Automation
Beckhoff Automation ist ein weltweit führendes Technologieunternehmen der Automatisierungstechnik für die industrielle Fertigung, Prozessindustrie, Energieindustrie, Entertainmentindustrie und Gebäudeautomation. 
Das Unternehmen entwickelt und produziert universelle und branchenunabhängige Steuerungs- und Automatisierungslösungen auf Basis der PC-Control-Philosophie und ist Teil der Beckhoff Unternehmensgruppe. 
Derzeit beschäftigt das Unternehmen weltweit 5.300 Mitarbeitende (März 2025). Beckhoff Automation erzielte im Geschäftsjahr 2024 einen Umsatz von weltweit 1,17 Mrd. Euro und ist mit weltweit 41 eigenen Tochterunternehmen sowie Kooperationspartnern in über 75 Ländern vertreten.

## Unternehmensgeschichte

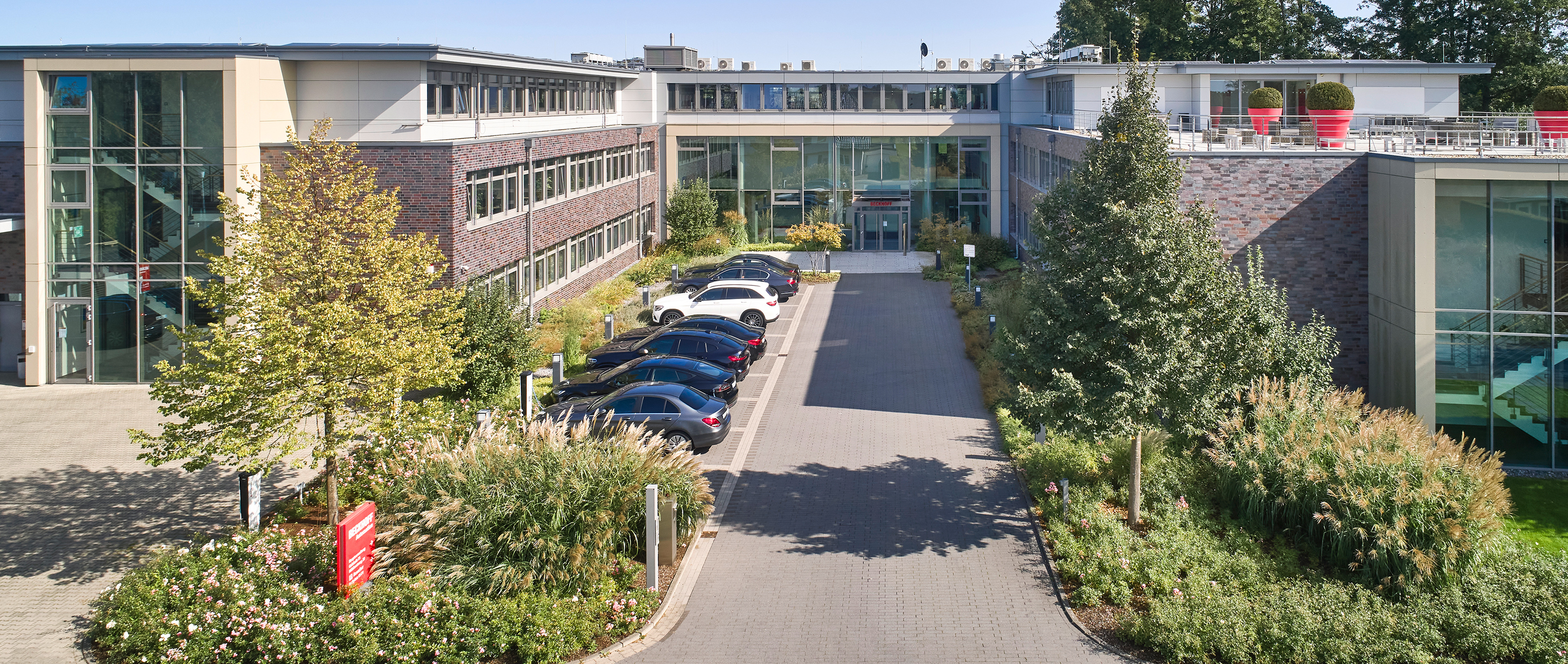
Zentrale von Beckhoff Automation in Verl

Im Jahr 1980 legte Hans Beckhoff den Grundstein für das Unternehmen Beckhoff Automation GmbH & Co. KG. Unmittelbar nach seinem Studienabschluss 1980 begann der Dipl.-Physiker in der Garage des elterlichen Elektromeisterbetriebs Elektro-Beckhoff mit dem Bau von Schaltschränken und der Entwicklung von mikroprozessorbasierten Industrieelektroniken und gründete damit den in den elterlichen Betrieb eingegliederten Unternehmensbereich Beckhoff Industrie-Elektronik, den dritten Geschäftsbereich der Beckhoff-Gruppe. Im Jahr 1981 verstarb sein Vater, der damals 56-jährige Firmengründer Arnold Beckhoff. Seine Witwe Elisabeth Beckhoff übergab das Unternehmen daraufhin an ihre vier Kinder Hans, Arnold, Marlies und Michael. 2005 wurde die Elektro Beckhoff GmbH in die drei eigenständigen Unternehmen Elektro Beckhoff (Elektroinstallation im Gebäude), Beckhoff Technik und Design GmbH (Elektrofachhandel) und Beckhoff Automation GmbH (Automatisierungstechnik), aufgeteilt. Die drei Unternehmen bilden heute die Beckhoff-Gruppe.

## Personal Computer basierte Steuerungstechnik
Schon 1986 wählte Beckhoff einen Personal Computer als Hardwareplattform für die Steuerung, weil sich die PC-Technik bereits damals durch eine dafür geeignete Stabilität und Performance auszeichnete. Und nach wie vor ist es die PC-Technik als die am schnellsten weiterentwickelte Technologie, die sich mit seit 1986 im Wesentlichen unveränderten Architekturbestandteilen als sehr zuverlässig und stabil erweist. Eine Steuerung benötigt – neben industrietauglicher Hardware – ebenso ein Betriebssystem wie einen PC für IT-Anwendungen. In den ersten Jahren wurde hierfür das Betriebssystem Microsoft DOS eingesetzt. Mit entsprechenden Erweiterungen, die von Beckhoff entwickelt wurden, konnte die Echtzeit garantiert werden. Damit waren schon im Jahr 1986 SPS (speicherprogrammierbare Steuerung) und Motion-Control (Bewegungssteuerung) zusammen mit der Visualisierung auf einem PC ausführbar. Mit der Automatisierungssoftware TwinCAT erfolgte 1996 die Umstellung auf Windows – und das hat sich bis heute nicht geändert. Als Pionier für PC-basierte Automatisierung hat Beckhoff bereits viele Meilensteine in der Automatisierungswelt gesetzt, wie beispielsweise 1995 die erste Busklemme (Feldbustechnik im Reihenklemmenformat), ein damals neuer, gemeinsam mit WAGO vorgestellter Grundbaustein für die Automatisierungstechnik. Das auf dem weltweiten Automatisierungsmarkt vorhandene umfangreiche Angebot an Feldbusklemmen basiert noch heute auf dem ursprünglichen Konzept. 2003 erfand Beckhoff Automation die Industrial-Ethernet-Technologie EtherCAT (Echtzeit-Ethernet-Feldbus für die Datenkommunikation in der industriellen Automation). Die im gleichen Jahr gegründete EtherCAT Technology Group (ETG) machte die EtherCAT-Technologie für alle Gerätehersteller weltweit zugänglich. EtherCAT ist seit 2007 ein internationaler IEC-Standard.

## Standardisierung des Datenaustauschs
Das Unternehmen setzt sich für eine Standardisierung des Datenaustauschs in Werkhallen ein. Dementsprechend ist die PC-basierte Steuerungstechnik von Beckhoff als offenes System konzipiert, sodass auch Drittkomponenten eingebunden und damit Systeme unterschiedlicher Hersteller gemeinsam eingesetzt werden können.

## Forschung und Entwicklung
Beckhoff Automation investiert kontinuierlich in die Forschung und Entwicklung neuer Produkte und Technologien. Es war eines von 27 Kernunternehmen im BMBF-Spitzencluster „Intelligente Technische Systeme OstWestfalenLippe (it’s OWL)“. Dieser wurde vom Bundesministerium für Bildung und Forschung (BMBF) im Rahmen der Hightech-Strategie der Bundesregierung als Spitzencluster ausgezeichnet und erarbeitet Lösungen für die Industrie 4.0.